# Massimo Fichera
Massimo Fichera (Catania, 1929 – Roma, 5 luglio 2012) è stato un dirigente pubblico e dirigente d'azienda italiano.

## Biografia
Esperto di storia della televisione italiana e internazionale, Fichera è ricordato per essere stato il primo direttore di Rai 2 dopo la Riforma della RAI del 1975. Fichera trasformò Rai 2 in un canale spregiudicato, irriverente e giovanile rispetto a Rai 1. Dal punto di vista politico collocò Rai 2 a sinistra, vicina al Partito Socialista Italiano, di cui egli fu dirigente. Venne definito "direttore storico" della rete per aver messo alla luce numerosi programmi che hanno fatto la storia della rete e della televisione come L'altra domenica di Renzo Arbore, Onda libera di Roberto Benigni, Sereno Variabile di Osvaldo Bevilacqua in onda fino al 2019, Portobello di Enzo Tortora, Supergulp e Odeon. Tutto quanto fa spettacolo di Emilio Ravel e Brando Giordani.
Fu anche vicepresidente dell'Istituto per lo Studio dei Media e della Multimedialità, creato nel 1991 dal socialista Enrico Manca, ai tempi Presidente della Rai. Dal 1992 al 1996 Fichera fu direttore generale e presidente di Euronews, mentre negli ultimi anni aveva dedicato particolare attenzione alla collaborazione con Rai Educational. È morto a Roma all'età di 83 anni.